# Tetragnatha tenuis
Tetragnatha tenuis là một loài nhện trong họ Tetragnathidae.
Loài này thuộc chi Tetragnatha. Tetragnatha tenuis được Octavius Pickard-Cambridge miêu tả năm 1889.